# Soetkin Collier
Soetkin Collier est une chanteuse belge née le 1er février 1977 à Beveren-Waes, en Flandre-Orientale. L'univers musical de Soetkin Collier évolue le plus souvent entre musique traditionnelle et folk.

## Biographie

### Carrière musicale
Entre 2002 et 2012, Soetkin Collier a été la chanteuse du groupe Urban Trad, place qu'elle a occupée en duo avec Veronica Codesal. Par le passé, elle a également chanté au sein des groupes belges Laïs et Ambrozijn.
En parallèle du groupe Urban Trad, elle participe au projet Vivas Niñas avec Veronica Codesal, Sophie Cavez et Dirk Naessens, notamment. Urban Trad s'est reformé en 2014.
En janvier 2007, Soetkin Collier a publié son premier album solo, Nocturne, aux côtés de Tom Theuns à la guitare et de Didier François à la nyckelharpa. En 2012, elle sort Reiseiland, accompagnée par Sophie Cavez, Tom Theuns et Didier François.

### Passé nationaliste flamand
« Militante d'extrême droite avec une forte conviction pour le nationalisme flamand » selon un rapport de la Sûreté de l'État belge émis lors de la sélection d'Urban Trad pour le Concours Eurovision de la chanson 2003, Soetkin Collier participe à une action du Voorpost le 11 novembre 1993 en s'introduisant dans le Centre de paix à Deurne pour la commémoration du 11 novembre, puis est arrêtée.
Dans la section gantoise du Nationalistische Studentenvereniging (NSV), Soetkin Collier rejoint le Vlaams Nationaal Jeugdverbond. Le 21 février 1996, elle est à nouveau arrêtée lors d'une manifestation du Taal Aktie Komitee (TAK) à Wevelgem. Le 16 août 1996, elle commémore le leader nazi Rudolf Hess, à Anvers. Son père tient un café d'extrême droite, De Leeuw van Vlaanderen.
Soetkin Collier indique en 2003 qu'elle a quitté le NSV en 1995, qu'elle ne fait plus de militantisme politique et qu'elle n'a « aucune sympathie pour les idées du Vlaams Blok ». À propos de l'établissement de son père, elle dit : « Mais les enfants sont-ils responsables des actes de leurs parents? J'ai grandi dans une famille flamande. Par la suite, je me suis forgé ma propre opinion, qui est totalement opposée à celle de mes parents. ».